# 질병부담
질병부담은 재정적 비용, 사망률, 질병률 또는 기타 지표에 의해 측정된 건강 관련 문제의 영향이다.

2004년 전 세계 장애보정생존연수를 나타낸 지도.

2004년 전 세계 비전염성 질병 부담을 나타낸 지도.